# Michel Draguet
Michel Draguet (1964) is een Belgisch kunsthistoricus en hoogleraar.
In 2005 werd hij tot lid benoemd van de Afdeling Geschiedenis en Kritiek van de Klasse der Schone Kunsten van de Académie royale de Belgique. Vanaf 2005 was hij de Directeur Generaal van de Koninklijke Musea voor Schone Kunsten van België. Hij was in die functie verantwoordelijk voor de oprichting van het Magritte Museum (2009) en het Fin-de-Siècle Museum (2013). Op 1 mei 2011 werd zijn benoeming hernieuwd voor een periode van zes jaar. Het was de bedoeling om in 2023 aan een vierde termijn te beginnen, maar eind 2022 kwam er ernstige kritiek vanuit de organisatie over zijn museum- en personeelsbeleid. Dit leidde tot een onderzoek door Belspo. Hoewel het onderzoek de aantijgingen niet heeft kunnen bevestigen, besloot Draguet, in overleg met de staatssecretaris voor wetenschapsbeleid Thomas Dermine, om niet voor de vierde ambtstermijn te gaan.
Draguet is hoogleraar aan de Université libre de Bruxelles. Als kunsthistoricus is hij gespecialiseerd in kunst uit de 19e en 20e eeuw. Hij schreef monografieën over Fernand Khnopff, James Ensor, Kazimir Malevitsj, René Magritte, Christian Dotremont en Gao Xingjian.
Op 17 september 2018 werd hij benoemd, door de minister Vande Put van Defensie, tot lid van de wetenschappelijke raad van het War Heritage Institute voor een mandaat van zes jaar.